# Красный Холм
Кра́сный Холм — город (с 1776) в Тверской области России. В городе располагается станция Красный Холм Октябрьской железной дороги.
Административный центр Краснохолмского муниципального округа, в составе которого вместе с двумя сельскими населёнными пунктами образует муниципальное образование город Красный Холм со статусом городского поселения.
Население 4998 чел. (2021).
В мае 2020 года в связи с преобразованием Краснохолмского муниципального района в муниципальный округ город районного значения Красный Холм наделён статусом города окружного значения.

## География
Город расположен на реке Неледине (приток Могочи, бассейн Волги), в 176 км к северо-востоку от областного центра города Твери.
Через Красный Холм проходит Савёловский железнодорожный ход. Автомобильные дороги соединяют город с Сонковым, Весьегонском, Бежецком, Молоковым.

## История

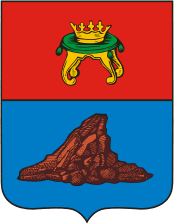
Герб (1780)

Город Красный Холм первоначально возник как торговое село Спас на Холму. В документальных хрониках село впервые упоминается в 1518 году, когда калужский князь Симеон Иванович пожаловал его в дар Антониеву монастырю. В 1764 году императрица Екатерина II издала указ о конфискации монастырских земель, и село Спас на Холму перестало быть монастырской вотчиной и отошло в ведомство казённой коллегии экономии.
В январе 1776 года за селом закрепляется новое название — Красный Холм, с одновременным преобразованием в город и уездный центр Тверского наместничества. Существует легенда о происхождении названии города. Она гласит, что однажды императрица, проезжая мимо этого местечка, была поражена его красотой: город, расположенный на холме, утопал в зелени и цветах — и повелела именовать его отныне Красным, значит Красивым Холмом. 10 (21) октября 1780 года был утверждён герб Красного Холма.
С 1796 года Красный Холм — заштатный город Тверской губернии, сначала Бежецкого уезда, а затем (с 1803 года) — Весьегонского уезда (в 1918 году Краснохолмский уезд был восстановлен и просуществовал до 1924 года).

Жители Красного Холма занимались сельским хозяйством и ремёслами; велась значительная торговля (лён, яйца, шкуры, кожи, обувь). В городе и среди окрестных крестьян были развиты сапожный промысел, производство кож.

Дореволюционные фотографии города
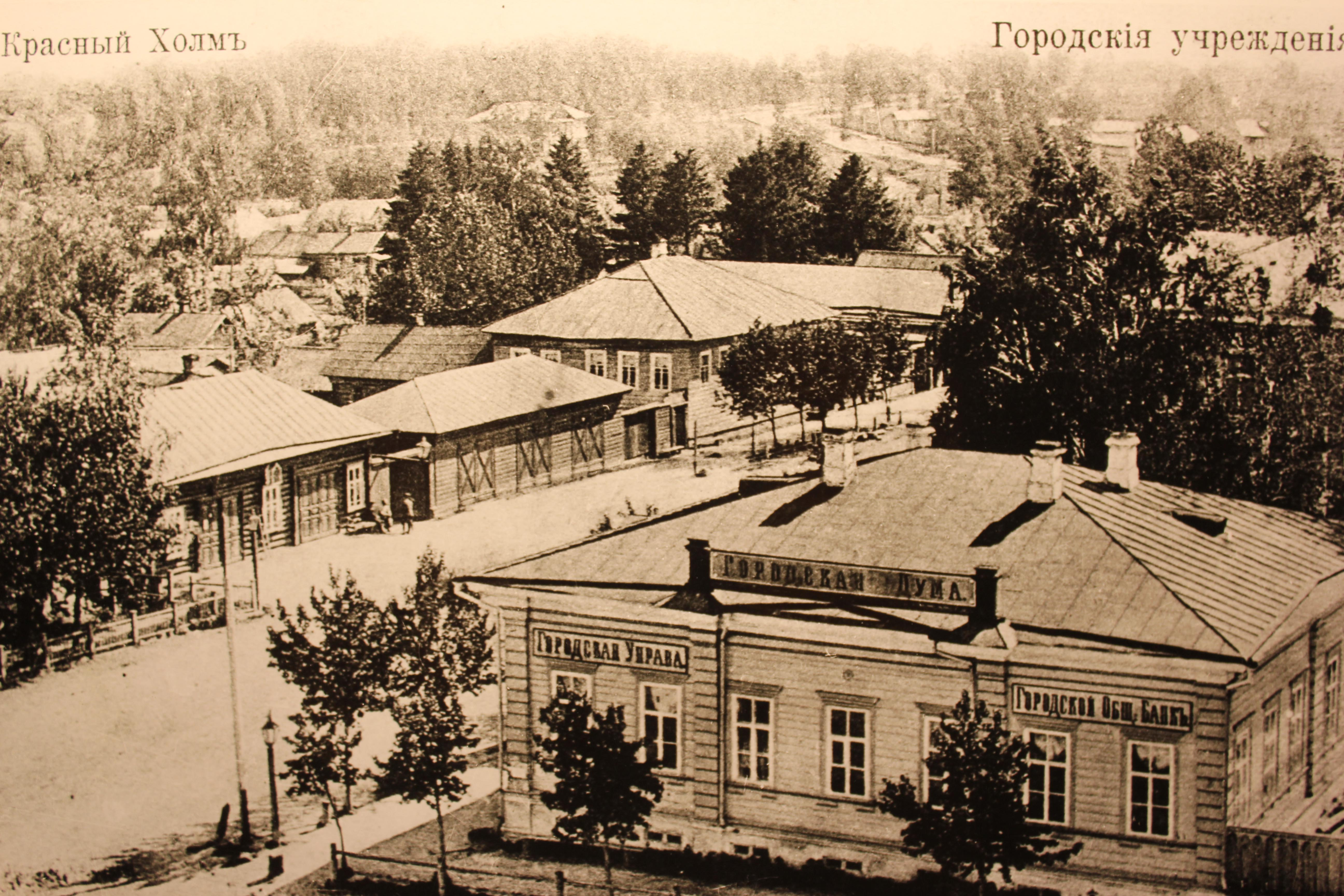
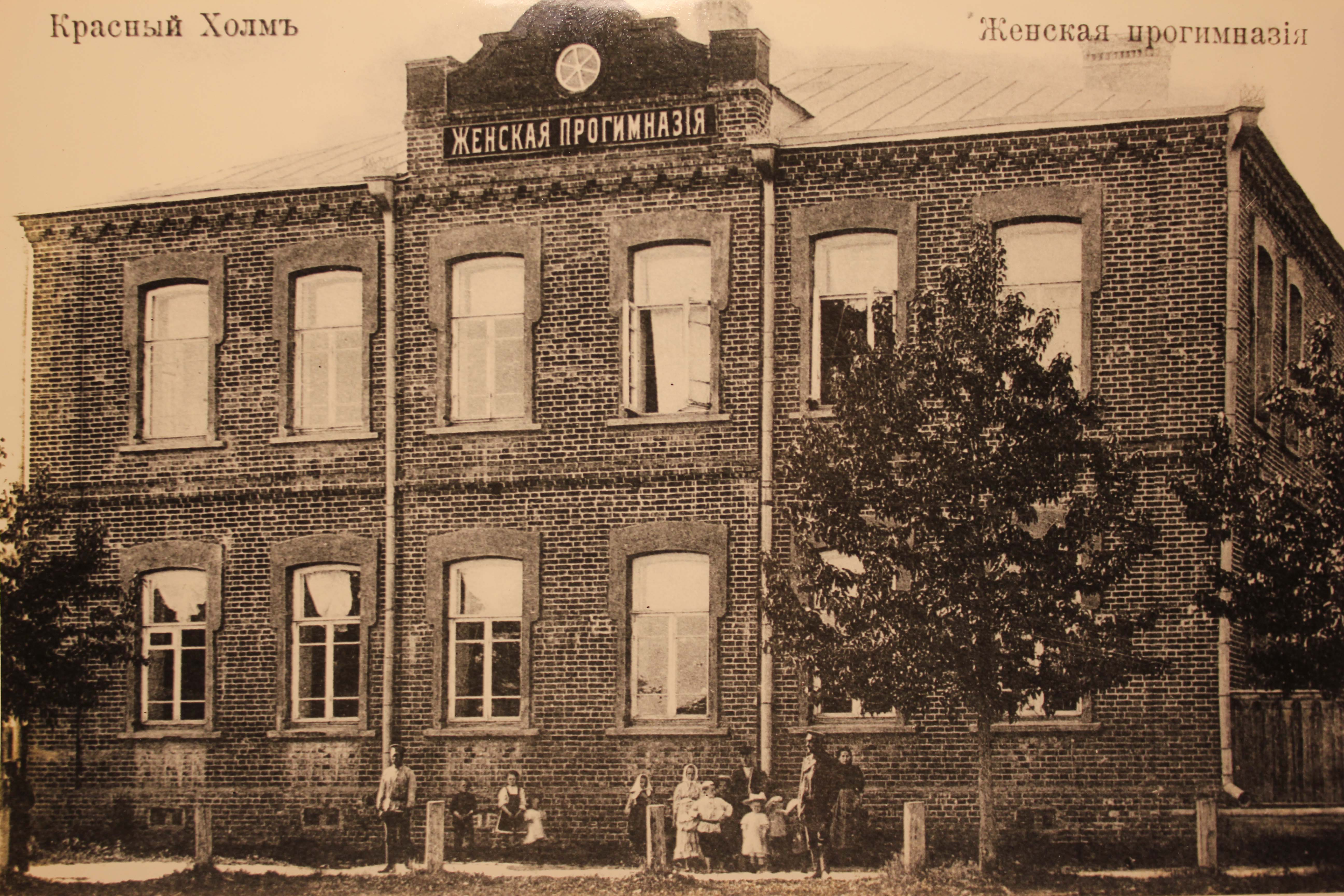
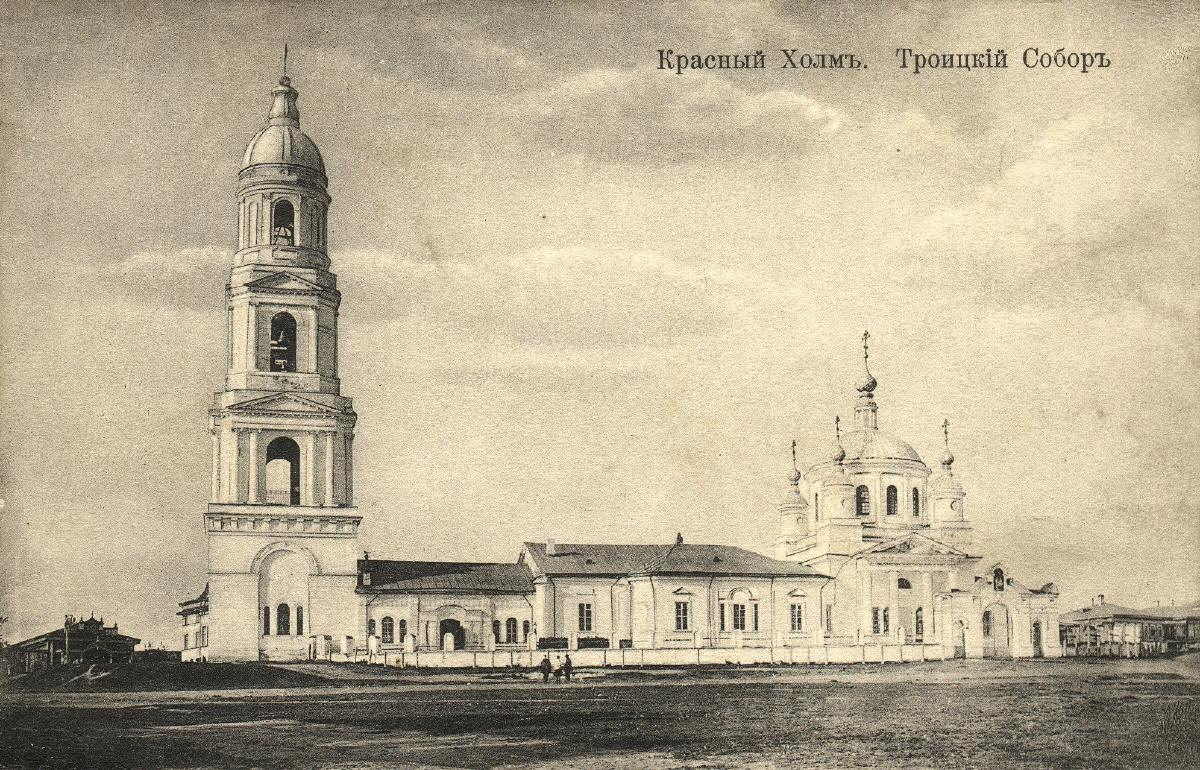

С 1929 года город — центр Краснохолмского района Московской области, с 1935 года — Калининской области, с 1990 года — Тверской.

## Население
| 1825  | 1833  | 1840  | 1847  | 1856  | 1859  | 1863  | 1867  | 1870  | 1885  | 1897  | 1910  |
| ----- | ----- | ----- | ----- | ----- | ----- | ----- | ----- | ----- | ----- | ----- | ----- |
| 1557  | ↘1000 | ↗1666 | ↘1461 | ↗1827 | ↗1866 | ↘1823 | ↗1908 | ↗1932 | ↘1791 | ↗2514 | ↗2680 |
| 1917  | 1920  | 1923  | 1926  | 1931  | 1939  | 1959  | 1970  | 1979  | 1989  | 1992  | 1996  |
| ↗4989 | ↘3842 | ↗4000 | ↗4680 | ↘4300 | ↗6770 | ↗6948 | ↗7296 | ↗7498 | ↗7875 | ↗7900 | ↘7800 |
| 1998  | 2001  | 2002  | 2003  | 2005  | 2006  | 2007  | 2008  | 2009  | 2010  | 2011  | 2012  |
| →7800 | ↘7600 | ↘6396 | ↗6400 | ↘6200 | ↘6100 | ↘6000 | →6000 | ↘5940 | ↘5608 | ↘5600 | ↘5506 |
| 2013  | 2014  | 2015  | 2016  | 2017  | 2018  | 2019  | 2020  | 2021  |       |       |       |
| ↘5430 | ↘5367 | ↘5320 | ↘5243 | ↘5234 | ↘5140 | ↘5081 | ↘4983 | ↗4998 |       |       |       |

На 1 января 2025 года по численности населения город находился на 1075-м месте из 1124 городов Российской Федерации.
Национальный состав
По итогам переписи населения 2020 года проживали следующие национальности (национальности менее 0,1 % и другое, см. в сноске к строке «Другие»):
| Национальность | Численность, чел. | Доля     |
| -------------- | ----------------- | -------- |
| Русские        | 4388              | 87,80 %  |
| Чеченцы        | 30                | 0,60 %   |
| Украинцы       | 20                | 0,40 %   |
| Азербайджанцы  | 9                 | 0,18 %   |
| Другие         | 551               | 11,02 %  |
| Итого          | 4998              | 100,00 % |

## Достопримечательности

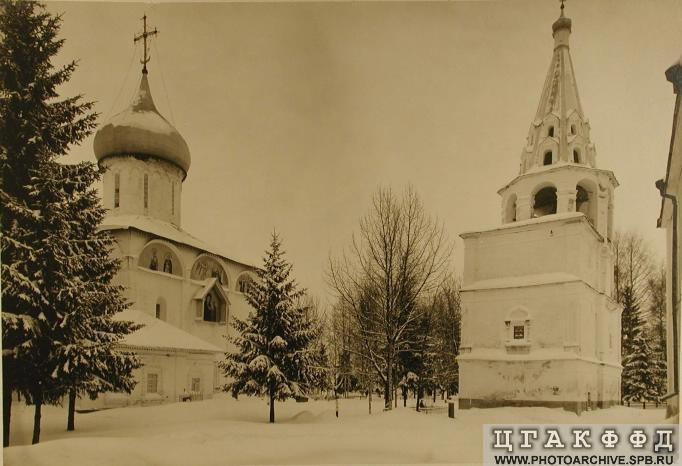
Монастырь до разрушения

- Самый знаменитый исторический памятник в Красном Холме — Краснохолмский Николаевский Антониев монастырь. Началом истории этого монастыря принято считать 1461 год, когда у слияния рек Неледины и Могочи поселился монах Кирилло-Белозерской обители старец Антоний. Первый храм был поставлен на пожертвования местного боярина Афанасия Нелединского-Мелецкого во имя Святителя Николая, на месте чудесного явления преподобному его иконы. После Октябрьской революции Краснохолмский Николаевский Антониев монастырь постигла участь многих монастырей России. Он был закрыт и предан разрушению. Из построек конца XVII века до нас дошли остатки стены, братский корпус, настоятельские кельи и северо-восточная башня. От Никольского собора, постройки XV века, на полную высоту сохранились 3 стены (восточная, алтарная, разобрана). Разорение монастыря продолжалось долгое время, кирпич из полуразрушенных строений похищался. На сегодняшний день монастырь признан памятником архитектуры федерального значения и включён в федеральную программу по сохранению историко-культурного наследия Тверской области. Последний раз работы по восстановлению проходили в 2003—2004 годах, однако монастырь продолжает оставаться в полуразрушенном состоянии.

- В Красном Холме сохранилась колокольня Троицкого собора, построенная в 1870 году по проекту архитектора В. И. Кузьмина[46]. Сам Троицкий собор разобран в 1930 году. Белый камень, из которого был построен собор, пустили на строительство кинотеатра в Красном Холме.Старейший в Тверской области собор (1493). Современное состояние.

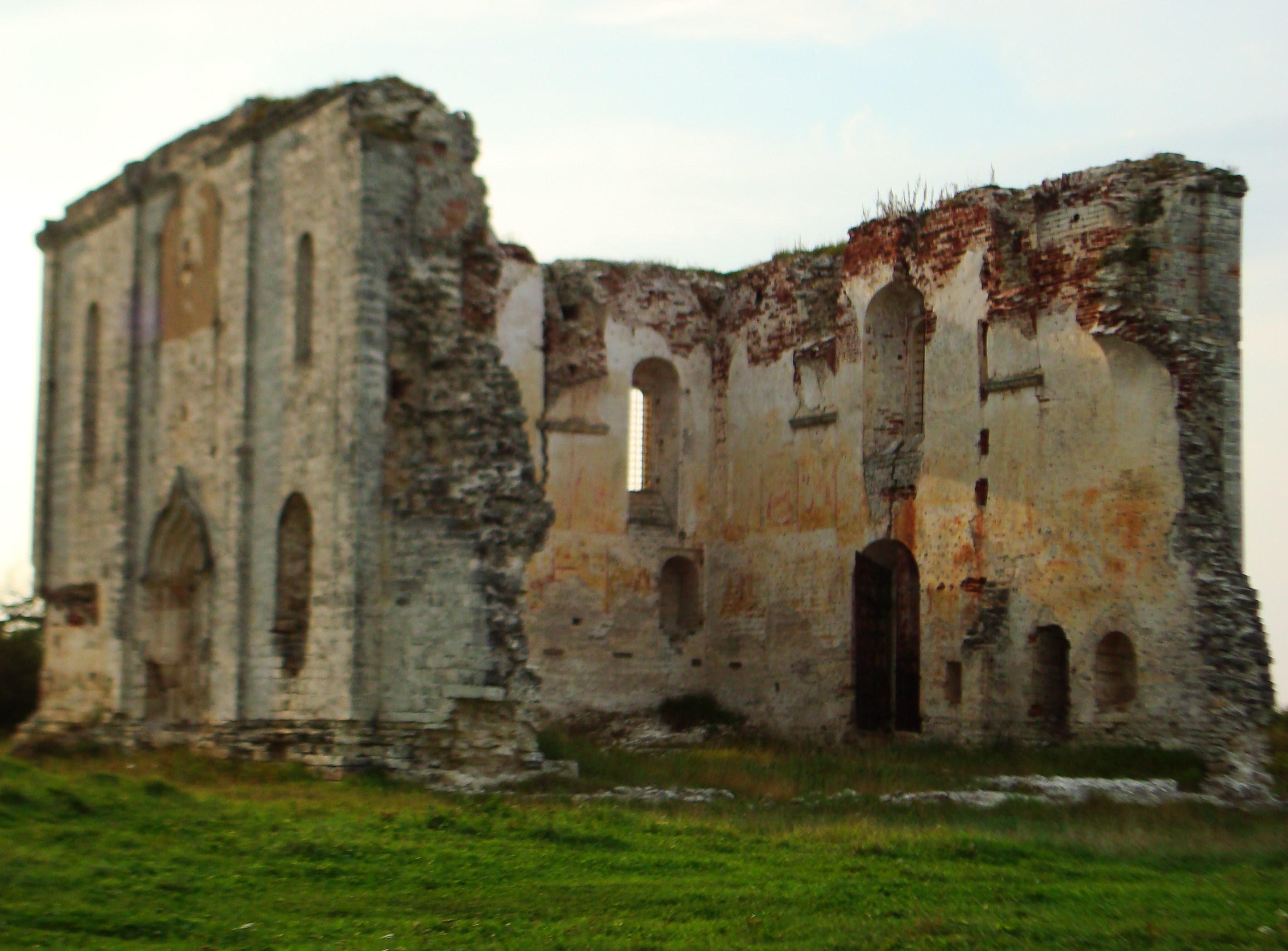
Старейший в Тверской области собор (1493). Современное состояние.

- Церковь Зосима и Саватия (1797 год) в д. Слобода
- Торговые ряды (1907 год) в центре города

- Дом Баруздиных-Хильтовых
- Дом купцов Бородавкиных (полуразрушенное состояние)
- Дом купца Лапшина, (ныне располагается отдел полиции)
- Дом купца Ефимова, нач. XX в.
- Дом Л. А. Мясникова, кон. XIX в. — нач. XX в.в., ныне краеведческий музей
- Здание бывшего суда, нач. XX в.
- Двухэтажный дом почтово-телеграфной конторы, кон. XIX в.